# 데이빗 실비언
데이빗 실비언(David Sylvian, 본명은 David Alan Batt, 1958년 2월 23일~)은 영국의 싱어송라이터로 70년대 후반에 결성된 재팬 (밴드)의 리드보컬이었다. 이후 솔로활동을 하면서 이국적인 사운드를 만들었고 여러 사람들과 공동작업을 했다. 그의 솔로 작업들은 재즈, 아방가르드, 앰비언트, 전자 음악 그리고 프로그레시브 록 등 다양한 장르가 혼재되어있다.

## 재팬

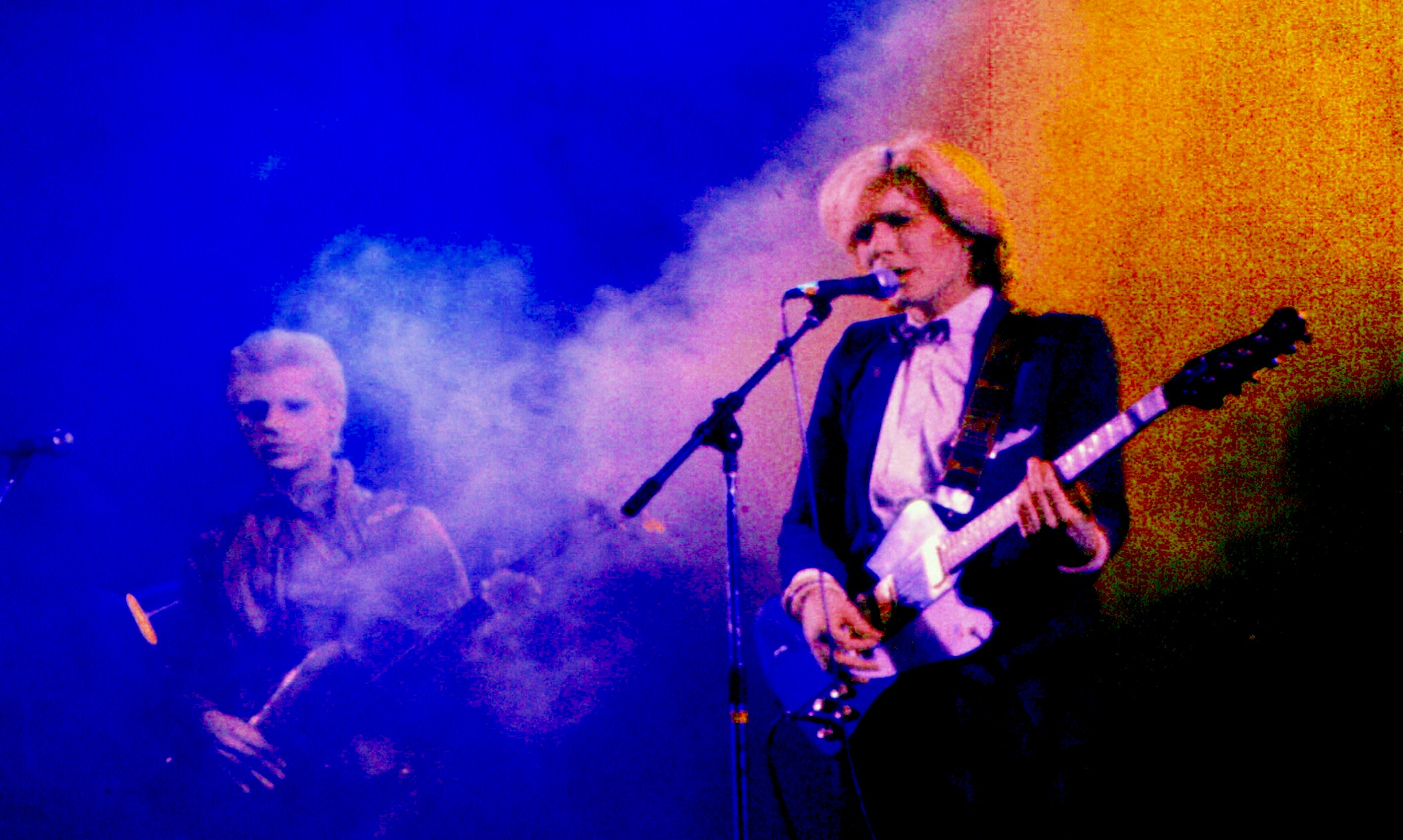
재팬 공연, 1979년 토론토

밴드 재팬은 동생과 친구들이 포함된 밴드였다. 종종 믹 칸이 전면에 나서기도 했지만 실비언이 주도했다. 그들은 한사 레이블과 74년 계약하고 대안적 글램 록 뮤지션을 지향했다. 그들은 데이비드 보위, 티렉스 (밴드), 뉴욕 돌스등 선배들의 요소를 복합적으로 차용하려 했다. 음악은 점차 복잡해져서 록시 뮤직 스타일까지 포함했다. 그들의 패션이나 화장때문에 뉴 로맨티시즘이라는 설명이 항상 따라다녔다. 하지만 밴드는 뉴 로맨틱스라는 설명을 싫어했으며 자신들은 코스튬이 아니라 일상에서의 패션을 지향한다고 얘기한 바 있다.
재팬은 3장의 앨범을 한사에서 낸 뒤 버진으로 레이블을 옮겨서 2장의 앨범을 더 냈다. 그는 이후 버진에서 계속 솔로활동을 하게 된다. 실비언과 칸의 사이는 조금 안좋았는데 칸의 원래 여자친구였던 후지이 유카와 실비언의 사이가 좀 미묘했기 때문이다. 후지이 유카는 밴드의 아트워크 담당이었다. 그녀는 실비언에게 재즈를 소개해주었고 타인이 아닌 자신에게 집중하는 예술가가 되도록 유도했다. 그리고 영적인 생활을 하도록 독려하기도 했다. 솔로시기 내내 후지이 유카는 실비언의 주요 동반자였고 앨범 디자이너였다.

## 솔로: 버진 시대
82년 실비언은 사카모토 류이치와 함께 싱글 Bamboo Music을 녹음했고 83년에는 오시마 나기사의 영화 전장의 크리스마스에 삽입된 싱글 Forbidden Colours를 녹음했다. 류이치와는 이전에도 공동작업을 한 적이 있었다. 실비언의 첫 솔로앨범 Brilliant Trees(84)에는 사카모토 류이치, 존 하셀, 홀거 츄카이(캔 (밴드)의 리더)등이 참여해주었다.
86년에는 2장짜리 앨범 Gone to Earth를 내었다. 부유하는 보컬트랙인 디스크와 앰비언트 작곡이 실린 디스크로 구성되어있었다. 이 앨범에는 빌 넬슨과 로버트 프립이 참여해주었다. 87년작 Secrets of Beehive는 현악파트가 포함되었고 어쿠스틱한 연주를 사용해 더욱 모호하지만 감정적인 곡들을 담아내었다. 사카모토 류이치가 현악파트를 도와주었다. 그의 최고작으로 평가받았으며 이 시기 그는 솔로로서는 처음으로 월드투어를 다녔다.
이후 홀거 츄카이와 작업한 두장의 음반은 전혀 상업적인 고려가 되지 않았던 앰비언트 작품들이었다. 캔의 멤버들인 야키 리베차이트와 미카엘 카롤리 등이 참여해주었다.
실비언은 재팬의 옛 멤버들을 모아 레인 트리 크로우라는 밴드를 결성하는데 그는 여기서 즉흥연주를 시도했다. 잉그리드 샤베즈는 실비언에게 자기 음반을 보내는데 그것을 실비언은 꽤 마음에 들어했다. 그들은 만나서 같이 공연을 다녔고 92년에는 결혼을 한다.
90년대 초 로버트 프립은 실비언을 킹 크림슨의 보컬로 삼으려했다. 실비언은 거절했지만 그들은 공동작업을 진행해서 93년에 앨범 The First Day가 나왔다. 철학적인 가사가 훵키하면서도 공격적인 록 사운드와 결합되어 상당히 성공적인 앨범이었으며 두 사람은 함께 월드투어를 하고 그 실황앨범 Damage(94)를 발매했다.
잉그리드는 두 딸을 낳고 자신의 음악과 사진세계로 돌아가기 위해 실비언과 이혼했다.
99년 실비언은 12년만의 솔로 앨범 Dead Bees on a Cake를 냈다. 재즈, 블루스, 중동음악, 결혼, 가정, 신앙 등이 뒤섞인 41세 중년 남자의 모든 것이 담긴 앨범이었다. 마크 리보, 케니 휠러, 빌 프리셀 등이 참여했다. 실비언은 말한다. "나는 계속 해체에 관심이 있었다. 익숙한 구조에서 기둥을 빼내려는 것이었다. 하지만 언제나 근본적인 질문으로 돌아오곤 했다. 우리는 어디까지 해체할 수 있을까. 우리는 어디까지 구별할 수 있으며 어디까지 친숙한 것에서 벗어날 수 있을까."
이후 버진에서의 모든 작업물을 결산하는 베스트 Everything and Nothing과 Camphor를 내놓고 자신의 인디 레이블 사마디를 만든다.

## 솔로: 사마디
사마디에서 나온 첫 앨범 Blemish는 재즈와 전자음악이 결합된 스타일이었다. 이 앨범에는 크리스티안 페네즈와 데렉 베일리가 참여해주었다. 기타 즉흥연주로 시작해 그 위에 조금씩 구조와 멜로디를 쌓고 마지막으로 보컬을 올리는 방식으로 작업했다. 나인 호스라는 밴드로도 작업을 시작한다.
새 앨범 Manafon은 이전에 비해 더 해체된 구조의 음악이었다. 에반 파커, 오토모 요시히데, 키스 로우, 존 틸버리 등이 참여했다. 그의 음악은 점차 현대음악과 만나고 있었다.

## 음반 목록

### 정규
- 《Brilliant Trees》 (1984)
- 《Alchemy: An Index of Possibilities》 (1985)
- 《Gone to Earth》 (1986)
- 《Secrets of the Beehive》 (1987)
- 《Dead Bees on a Cake》 (1999)
- 《Blemish》 (2003)
- 《When Loud Weather Buffeted Naoshima》 (2007)
- 《Manafon》 (2009)
- 《Died in the Wool: Manafon Variations》 (2011)
- 《There's a Light That Enters Houses with No Other House in Sight》 (2014)